# 奥平昌鹿
奥平 昌鹿（おくだいら まさしか/まさか）は、江戸時代中期の大名・国学者。豊前国中津藩の第3代藩主。官位は従五位下・大膳大夫。中津藩奥平家7代。

## 生涯
第2代藩主・奥平昌敦の長男として誕生。幼名は熊太郎、後に昌邦。
賀茂真淵に国学を学ぶ。宝暦8年（1758年）、父・昌敦の死去後、15歳で家督を継ぐ。「訴平賦均録」という法令集を編纂して、藩政に尽力した。また、家臣の儒学者藤田敬所らを政治批判させ、それを藩政改革に取り入れ、質素倹約を励行させた。
藩医であった蘭学者の前野良沢を保護し、蘭学を奨励した。良沢の号「蘭化」は、昌鹿が良沢を「蘭学の化け物」と称したことに由来する。
安永9年（1780年）に死去し、跡を長男の昌男が継いだ。墓所は東京都品川の東海寺。

## 系譜
- 父：奥平昌敦（1724-1758）
- 母：菊子 - 心源院、牧野貞通の娘
- 正室：阿部正允の娘
- 室：桜川萩野
  - 長男：奥平昌男（1763-1786）
- 生母不明の子女
  - 女子：高子 - 酒井忠進正室
  - 女子：池田斉政婚約者
  - 女子：鼎
  - 女子：磐磨
- 養子
  - 女子：板倉勝従正室 - 奥平昌純の娘